# فيكتور كابريرا
فيكتور كابريرا (بالإسبانية: Víctor Cabrera)‏ (9 نوفمبر 1957 في تشيلي - ) هو لاعب كرة قدم تشيلي في مركز الهجوم. شارك مع منتخب تشيلي لكرة القدم. أما مع النوادي، فقد لعب مع إيفرتون دي فينا ديل مار وكولو-كولو وأتاكاما الإقليمي ‏ ونادي كونسيبسيون ‏ وسان لويس دي كويلوتا ولاسيرينا ويونيون لا كاليرا.

## وصلات خارجية
- فيكتور كابريرا على موقع قاعدة بيانات كرة القدم.إي يو (الإنجليزية)
- فيكتور كابريرا على موقع قاعدة بيانات كرة القدم.إي يو (الإنجليزية)
- فيكتور كابريرا على موقع قاعدة بيانات كرة القدم.إي يو (الإنجليزية)
- فيكتور كابريرا على موقع ناشيونال فوتبول تيمز (الإنجليزية)